# Dead Kennedys
Dead Kennedys («Дед Кеннедіз», дослівно англ. Мертві Кеннеді. Також відомі, як DK) — американський панк-роковий гурт, заснований у Сан-Франциско (Каліфорнія) 1978 року. Відомий головним чином як піонер хардкору 80-их років.

## Дискографія

### Студійні альбоми
- 1980 — Fresh Fruit for Rotting Vegetables
- 1982 — Plastic Surgery Disasters
- 1985 — Frankenchrist
- 1986 — Bedtime for Democracy

### Концертні альбоми
- 1983 — A Skateboard Party

### Збірки
- 1987 — Give Me Convenience or Give Me Death

### Міні-альбоми
- 1981 — In God We Trust, Inc.

### Сингли
- 1979 — California Über Alles
- 1980 — Holiday in Cambodia
- 1980 — Kill the Poor
- 1981 — Too Drunk to Fuck
- 1981 — Nazi Punks Fuck Off!
- 1982 — Bleed for Me
- 1982 — Halloween

### Відео
- 1987 — The Early Years Live
- 2003 — The Lost Tapes
- 2004 — Live at DMPO's on Broadway